# 政策創造学部
政策創造学部（せいさくそうぞうがくぶ）は、多様な学問領域を横断的に習得し、それにより現代社会における諸問題を発見し、その解決の「政策」を立案し実行・実現できる人材を育成するための学部である。

## 政策創造学部を持つ日本の大学

### 私立
- 関西大学政策創造学部

## 政策創造研究科を持つ日本の大学院

### 私立
- 法政大学大学院政策創造研究科

## 関連記事
- 総合政策学部
- 地域政策学部
- 政策情報学部
- 政策学部